# 19424 Andrewsong
19424 Andrewsong este un asteroid din centura principală de asteroizi.

## Descriere
19424 Andrewsong este un asteroid din centura principală de asteroizi. A fost descoperit pe 20 martie 1998 la Socorro, New Mexico, în cadrul proiectului LINEAR. Asteroidul prezintă o orbită caracterizată de o semiaxă mare de 2,53 ua, o excentricitate de 0,10 și o înclinație de 4,5° în raport cu ecliptica.